# Poveglia

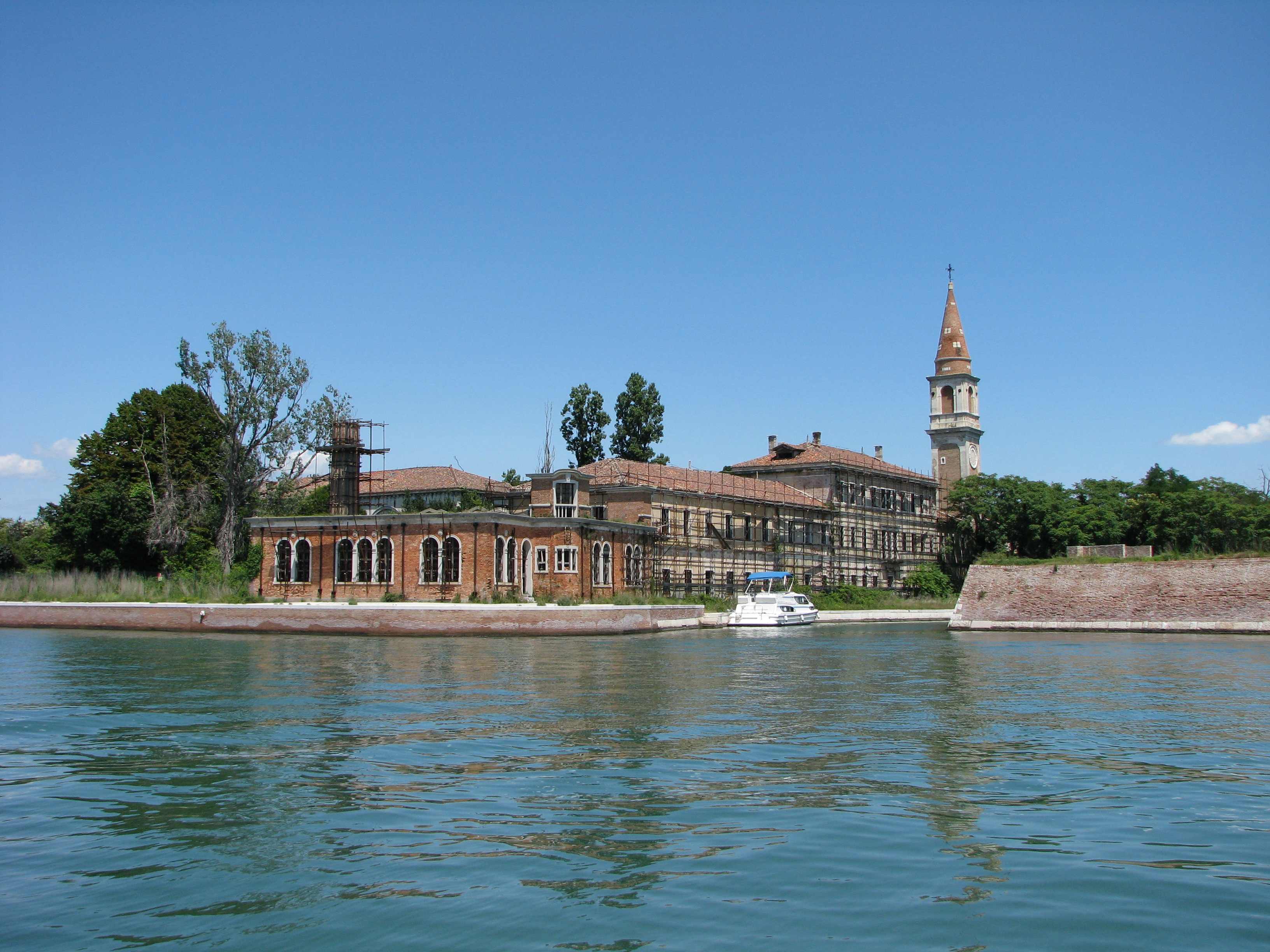
Poveglia vanaf een boot

Poveglia is een klein Italiaans eiland in de Lagune van Venetië, gelegen tussen Venetië en Lido.
Een smal kanaal verdeelt het eiland in twee gedeeltes. In historische documenten wordt het eiland voor het eerst genoemd in het jaar 421. Het eiland was onbewoond nadat de bewoners in 1379 vluchtten vanwege de oorlog van Chioggia. Vanaf 1776 werd het gebruikt om mensen af te zonderen die aan de pest of andere ziektes leden. Later bevond zich op het eiland een psychiatrische inrichting, in 1968 werd die gesloten en sindsdien is het eiland verlaten. Op het eiland zijn in totaal 160.000 tot 250.000 mensen overleden. Toegang tot het eiland is in principe verboden.